# Авионосен крайцер
Авионосен крайцер (на английски: aviation cruiser; на английски: aircraft cruiser; на английски: carrier cruiser; на английски: seaplane cruiser) – разнородна по своите характеристика група кораби, съчетаваща в себе си елементите на крайцерското въоръжение (артилерия; противолодъчни, зенитни, противокорабни ракетни комплекси) и авиационно въоръжение.
Към авионосните крайцери могат да се отнесат следните типове кораби:
- крайцерите от 1930-те години, оборудвани за базиране на хидросамолети (шведският крайцер „Готланд“, японският крайцер „Могами“);
- крайцерите вертолетоносачи, строени през 1960-те години (съветските „Москва“ и „Ленинград“, френският крайцер „Жана д’Арк“, италианските „Андреа Дория“ и „Виторио Венето“);
- тежките авионосни крайцери, строени в СССР от 1970-те години („Киев“, „Минск“, „Новоросийск“, „Адмирал Горшков“, „Адмирал Кузнецов“, недостроените „Варяг“ и „Уляновск“);
- италианският авионосен крайцер „Джузепе Гарибалди“ (влиза в строй на 30 септември 1985 г.);
- японските разрушители вертолетоносачи от тип „Хюга“ (в строй влизат два кораба – на 18 март 2009 г. и на 14 март 2011 г.).

С определени условности към авионосните крайцери може да се отнесат няколко типа кораба, които никога официално не са се водели като такива, но обладават признаците на авионосния крайцер:
- крайцерите, които през 20-те и 30-те години на ХХ век по някакви причини са преустроени на самолетоносачи, но съхранили (в крайна сметка за известно време) артилерийското си въоръжение (английският самолетоносач „Фюриъс“, американските „Лексингтън“ и „Саратога“, японските „Акаги“ и „Кага“);
- английските самолетоносачи тип „Инвинсибъл“, които в процеса на проектирането си се водят крайцери с проходна палуба (на английски: trough-deck cruiser), но след влизането си в строй се класифицират като леки самолетоносачи. Първоначално тези кораби са въоръжени със ЗРК „Сий Дарт“ за средна далечина, което по класификациите на НАТО от 1970-те години е признак на ракетния крайцер.

Понастоящем практически на всички бойни кораби от корвета и нагоре се базират малко на брой противолодъчни и спасителни вертолети. За това и с авионосните крайцери не следва да се бъркат със съвременните крайцери (типовете „Киров“, „Слава“, „Тикондерога“), които като щатно въоръжение носят 1 – 3 вертолета.

## Съветски авионосни крайцери

### Терминология
Една от причините съветските самолетоносачи да се наричат „авионосни крайцери“, е забраната, наложена от конвенцията Монтрьо от 1936 г. за преминаването на самолетоносачи през проливите Босфор и Дарданели. Тъй като корабостроителницата, където се строят всички големи съветски кораби, се намира в Николаев, то построените там самолетоносачи се оказват затворени в Черно море, а това не представлява особена ценност за Съветския флот.
Конвенцията Монтрьо разрешава провеждането през черноморските проливи само на леки и спомогателни надводни военни кораби (с водоизместимост до 10 000 t) при условие, че тяхната обща водоизместимост е ограничена на 15 000 t. Черноморските държави (България, Румъния и СССР/Русия) имат особени права за преминаване през проливите на военни кораби от други типове (капитални (големи, от на английски: capital ships) кораби и подводни лодки) над нормите, постановени за другите държави. Съгласно член 11, при условие на предварително уведомяване на турското правителство, черноморските държави могат да провеждат през проливите капитални кораби с неограничена водоизместимост:

Член 11. Черноморските държави могат да провеждат през проливите капитални кораби с тонаж, превишаващ ограниченията, предвидени в параграф 1 на член 14, при условие, че те ще преминават поединично, ескортирани от не повече от два разрушителя.

В приложение II на конвенцията се дава определение за капитален кораб и самолетоносач:

B. КАТЕГОРИИ
(1) Към капиталните кораби се отнасят корабите от следните две подкатегории: (a) Надводните военни кораби, без самолетоносачите, спомагателните кораби и корабите, попадащи в подкатегория (b), стандартната водоизместимост на които надвишава 10 000 t (10 160 метрични тона) или носещите оръдия с калибър над 8 дюйма (203 mm); (c) Надводните военни кораби, изключая самолетоносачите, стандартната водоизместимост на които не превишава 8000 t (8128 метрични тона) и които носят оръдия с калибър над 8 дюйма (203 mm).
(2) Самолетоносачи – това са военни кораби, независимо от водоизместимостта им, построени или преоборудвани главно за действия на авиацията. Ако действията на авиацията не е тяхното главно предназначение, тези кораби не следва да се класифицират като самолетоносачи, даже при наличието на полетна палуба.

В приведените цитати отсъства явна забрана за преминаването на самолетоносачи на черноморските държави. Но и съветските авионосни крайцери, въоръжени и с мощно ракетно оръжие, не трябва еднозначно да се отнасят към категорията на самолетоносачите.
Има и други причини, поради които се използва терминът „авионосен крайцер“:
- Съществува съветски идеологически щамп „Самолетоносач – оръжие на агресия“. Тъй като СССР пропангандира миролюбив курс на своята външна политика, наличието на самолетоносачи в собствения флот е идеологически нежелателно;
- Съгласно съветската военна доктрина, самолетоносачът не е самостоятелна ударна сила, както е в САЩ, а е предназначен за въздушното прикритие на други кораби. От тази гледна точка отделянето на самолетоносачите в обособен клас кораби излгежда нелогично;[1]
- Съветските авионосни крайцери носят ракетно оръжие (зенитни, противолодъчни, противокорабни ракетни комплекси), характерни за съветските ракетни крайцери. Това действително са ракетни крайцери, които допълнително носят няколко десетки самолета и вертолета.

### История
Съветската авионосна програма започва с голямо закъснение в сравнение с другите развити страни. Първата реална възможност за строителство на самолетоносачи се появява в СССР в края на 1930-те години, след провеждането на индустриализацията. В това време морската авиация на другите страни вече влиза в зрял етап от разивитето си. Йосиф Сталин се възползва от открилата се възможност и през 1930-те години започва разработката на два самолетоносача. Но началото на Великата Отечествена война кара СССР да отложи тези дейности в полза на по-важни задачи.
В първия следвоенен етап изучаването на американския опит от използване на самолетоносачи в Тихия океан поражда планове за строителство на авионосещ флот, но огромните разходи за възстановяване на страната водят до отлагането на тези планове. Усилването на съветските сухопътни сили в Европа е по-важна задача, отколкото развитието на морската авиация. Въпреки това бързо възстановилият се след войната Съветски съюз, още в края на 1940-те години, започва проектирането на нови типове самолетоносачи.
Но тези планове също не са осъществени. Със смъртта на Сталин, през 1953 г., на власт идва Никита Хрушчов, който негативно се отнася към разгръщането на обикновените въоръжени сили. Това прави самолетоносачите цел номер едно за съкращения на финансирането. В условията, когато през 1959 г. Хрушчов обявява за съкращението на армията (демобилизация на 1,2 млн. войника и офицера), разходите за проектиране на самолетоносачи изглеждат нежелателни. Даже след 1960 г., когато започва увеличаване на армията, Хрушчов си остава противник на самолетоносачите.

### Противолодъчните крайцери от проект 1123
Със смяната на Хрушчов и последвалото нарастване на военната мощ на СССР при Леонид Брежнев, на Южния стапел в корабостроителницата на Николаев (№ 444) са заложени първите съветски „самолетоносачи“ – вертолетоносците от проект 1123. Главният кораб, който получава името „Москва“, е спуснат на вода през 1965 г. и две години по-късно влиза в строй. След „Москва“, в края на 1968 г., идва и „Ленинград“. Двата кораба са класифицирани като противолодъчни крайцери и имат обикновена силова установка.
Това са кораби, предназначени за унищожаване на атомни подводници. Корабното противолодъчно оръжие се състои от пускова установка за 450-mm ракетоторпеда (могат да са съоръжени с 5 kt атомна бойна глава), два противолодъчни бомбомета РБУ-6000 и торпедни апарати. За самоотбрана корабът има два ЗРК с боезапас 48 ракети и две 57-mm/80 оръдия. Буксируем сонар действа съвместно с вертолетните ХАС.
Крайцерите от типа „Москва“ не са истински самолетоносачи, тъй като тяхната авиогрупа се състои само от вертолети. Въпреки това през 1972 г. на крайцера „Москва“ се провеждат успешни експериментални полети на самолета с вертикално излитане и кацане Як-38М.

### Проект „Орел“
Макар „Москва“ да е сериозна стъпка напред в строителството на авионосни кораби е ясно, че нейните възможности са недостатъчни, за да има пълноценна роля в операциите на флота. Главният проблем е невъзможността да се осъществи пълноценно изтребителсно прикритие на съединенията. Съветският флот прави следваща стъпка с разработката на техническо задание за нов тип самолетоносач, способен да носи самолети.
В резултат на това се появява най-амбициозният съветски авионосен проект под кодовото название „Орел“. Това е проект за атомен самолетоносач с водоизместимост 80 000 t със 70 самолета с хоризонтално излитане на борда. Предполага се, че самолетоносачът ще носи многоцелева авиогрупа от американски тип, включваща изтребители, щурмовици и самолети за далечно радиолокационно откриване и управление. За разлика от американските самолетоносачи, „Орел“ е въоръжен с противокорабни ракети, които стават характерна черта за всички последващи съветски проекти.
Главни привърженици на класическите самолетоносачи са министърът на отбраната маршал Андрей Гречко и министърът на корабостроителната промишленост на СССР Борис Бутома. Сред противниците на големите самолетоносачи са главнокомандващият на ВМФ на СССР Сергей Горшков, привърженик на подводниците, и кураторът на военно-промишления комплекс Дмитрий Устинов.
Проектът „Орел“ така и не е реализиран. След смъртта на маршал Гречко министър на отбраната става маршал Устинов, който не споделя увлеченията му по големите самолетоносачи. Група на влиятелни военни, които смятат, че по критерии цена-ефективност малките самолетоносачи със самолети СВИК са за предпочитане, замразява развитието на проекта. Вместо това е предложен компромисен вариант за самолетоносача тип „Киев“.

### Тежки авионосни крайцери тип „Киев“
Докато се води борбата за пълноценен съветски самолетоносач, се разработва междинен „еволюционен“ проект. Това е самолетоносач с водоизместимост 40 000 t и обикновена силова установка, авиогрупата на който се състои от 20 вертолета и 12 самолета СВИК. Ефективността на Як-38 се оказва невисока, малкият им брой не позволява да се организира постоянно въздушно патрулиране, но въпреки това „Киев“ е първият самолетоносач, даващ на съветския флот прикритие по въздуха. „Киев“ също има в носовата си част силно ракетно въоръжение, включващо противокорабни ракети, ЗРК, ПЛРК и противолодъчни бомбомети.
Главният кораб „Киев“ е спуснат на вода в края на 1972 г. и влиза в строй в средата на 1975 г. Последващ е „Минск“ (спуснат 1975 г., в строй от 1978 г.) и „Новоросийск“ (съответно 1978 г. и 1982 г.). Последните два са изпратени в Тихоокеанския флот, предизвиквайки притеснения у Запада от съветската морска експанзия в този регион.
Четвъртият и последен кораб на серията – „Баку“ е спуснат на вода през 1982 г. Той се използва като експериментален кораб за отработката на нови технологии за контрол и управление, което задържа влизането му в строй до 1987 г. Главната новост е плоският триизмерен радар с Фазирана антенна решетка, който трябва да се поставя на корабите от последващите типове. Конструкторите не успяват да преодолеят възникналите технически проблеми, и радарът така и не успява напълно да прояви своя потенциал (включая и високоинтегрираните системи за управление на боя). Впоследствие по политически мотиви „Баку“ е преименуван на „Адмирал Горшков“ и се използва като тестова платформа за новия свръхзвуков самолет с вертикално излитане Як-141.

### Тежки авионосни крайцери тип „Адмирал Кузнецов“
Първоначално „Киев“ представлява междинен проект, необходим дотогава, докато не влязат в строй по-мощни и напълно функционални самолетоносачи. Но политическата борба около проекта „Орел“ и растящата сила на противниците на големите самолетоносачи, спира последващото развитие на корабите от типа „Киев“. Петият кораб от този тип, оборудован с катапулти за самолети с хоризонтално излитане, е одобрен през 1979 г., но след това е отложен.
През 1981 г. министърът на отбраната Устинов наблюдава хода на ученията „Запад-81“ от борда на авионосния крайцер „Киев“ и се убеждава от първо лице в ограничеността на този проект. Това в крайна сметка го кара да поддържа последващото развитие на авионосните кораби. Конструкторските бюра започват да работят над различни варианти, започвайки от оставения на полицата „Орел“ и завършвайки с препроектиране на корабите от типа „Киев“ в трамплинен самолетоносач. В края на краищата е одобрен последният вариант.
Първият и вторият кораб на серията са кръстени „Тбилиси“ и „Рига“. Но поради антисъветските демонстрации в тези градове от края на 1980-те години са преименувани на „Адмирал Кузнецов“ и „Варяг“.
Авионосните крайцери от типа „Адмирал Кузнецов“ са с нормална силова установка, имат пълна водоизместимост около 60 000 t и за първи път в СССР носят самолети с хоризонтално излитане. Това са морските модификации на изтребителите от четвърто поколение, като Су-27К (по-късно преименуван на Су-33) и МиГ-29К, а също и модифициран Су-25 и няколко планирани за разработка нови самолета. На носа, при „Адмирала Кузнецов“, има шанца с наклон около 12°, която позволява на обикновените самолети да излитат с относително къс разбег. В допълнение към авиацията на кораба има 12 пускови установки за противокорабни ракети, зенитни ракетни комплекси и противолодъчните бомбомети РБУ-12000. Както и „Адмирал Горшков“, „Адмирал Кузнецов“ има радар за триизмерен обзор с ФАР, но на „Варяг“ такъв радар няма, поради проблеми с изработката му.
„Адмирал Кузнецов“ е спуснат на вода през 1985 г., политическите събития от края на 1980-те години отлагат приемането му в строй до 1991 г., а става напълно боеспособен през 1995 г.
„Киев“ функционира като хотел в китайския град Тяндзин. През 2011 г. самолетоносачът е напълно преоборудван на разкошен хотел със 148 стаи различна категория, в т.ч. и президентски клас, което струва около $15 млн. В стаи за гостите са преоборудвани каютите на матросите.
„Минск“, изначално е продаден по цена за скрап в Южна Корея, понастоящем като атракция се намира в китайския град Шенчжен.
„Новоросийск“, през 1994 г. е продаден за 4,314 млн. долара на фирмата „Янг Дистрибюшън Къмпани“ (Южна Корея). През януари 1996 г. той е отбуксиран в порта на Пусан, където е разкомплектован за метал.
„Баку“ след пълно преустройство е въведен в състава на ВМС на Индия през 2013 г. като самолетоносача „Викрамадитя“.
„Варяг“ е спуснат на вода през 1988 г. Продаден е на китайската компания Chong Lot Travel Agency Ltd за $20 млн., както е обявено, за организация на плаващ развлекателен център с казино. След дострояване е преименуван на „Ляонин“ и е първият действащ самолетоносач на КНР.

### Тежкият авионосен крайцер „Уляновск“
„Уляновск“ практически повтаря проекта „Орел“. Неговата водоизместимост е 75 000 t, излитането на самолетите от него за пръв път в съветския флот трябва да се осигурява от парни катапулти, а силовата установка, за първи път на авионосните крайцери, се предвижда да е атомна. Главният кораб е заложен на Южния стапел в Николаев в края на 1988 г., но след августовските събития от 1991 г., през ноември работите са спрени и не са възобновявани. През февруари 1992 г. самолетоносачът е утилизиран.

## Руски авионосни крайцери (и самолетоносачи)
Към началото на XXI век Русия има наследеният от СССР само 1 действащ самолетоносач (авионосен крайцер) „Адмирал Кузнецов“. Към този момент ръководството на Министерството на отбраната и страната не вижда необходимост от самолетоносачи, още повече отчитайки и състоянието на ВПК. През 2009 г. е решено да се поръча във Франция построяването на УДК от типа „Мистрал“, но след провала на тази идея през 2014 г. и текущата международна обстановка Русия отново проявява заинтересованост от построяването на пълноценни самолетоносачи или поне ТАВКР.
В резултат на това, с оглед на световната практика, започва разработването на проекти за перспективни самолетоносачи и авионосни крайцери. Сред тези разработки, в т.ч. и за експорт, са представени на ниво макети следните варианти:
- многоцелевия тежък атомен самолетоносач от проекта 23000Э „Шторм“ разработен от Криловския ДНЦ;[22][23]
- лекият многоцелеви самолетоносач „Шторм-КМ“ с корпус от полукатамаранен тип разработка на Криловския ДНЦ;[24][25]
- тежкият атомен самолетоносач от проекта 11430Э „Ламантин“ разработен от Невското ПКБ.[26][27][28][29]

При разработката на новия самолетоносач е планирано да се използват разработките и технологиите от тежкия авионосен крайцер от проекта 1143.7 „Уляновск“ и разработките натрупани при експлоатацията на тежкия авионосен крайцер от проекта 1143.5 „Адмирал Кузнецов“.
Епопеята с „Мистралите“ повдига и въпроса за разработката на вертолетоносачи и десантни кораби. В периода 2018 – 2019 г. е обнародвано намерението да не се строят чисти вертолетоносачи, а те да се съвместят с универсални десантни кораби или самолетоносачи.
През юли 2020 г. (изначално е планирано за юни) са заложени 2 вертолетоносача (УДК) от проекта 23900: „Иван Рогов“ и „Митрофан Москаленко“. При това не е изяснена практическата възможност за използването от ВС на РФ на УДК нито от типа „Мистрал“, нито от проекта 23900.